# Yoshino Kimura
Yoshino Kimura (jap. 木村 佳乃 Kimura Yoshino; ur. 10 kwietnia 1976 r. w Londynie) – japońska aktorka i piosenkarka.

## Filmografia

### Seriale
- Home Sweet Tokyo (NHK 2017)
- Hiyokko (NHK 2017)
- Fukuda Kazuko Seikei Toubou 15-nen (TV Asahi 2016)
- Boku no Inochi (NTV, YTV 2016)
- Boku no Yabai Tsuma (Fuji TV, KTV 2016)
- Sanada-maru (NHK 2016)
- 64 (NHK 2015)
- Kiri no Hata (TV Asahi 2014)
- Doctor-Kenji Morohashi ~ Aratanaru Seimei (Fuji TV 2014)
- Zainin no Uso (Wowow 2014)
- Hanasaki Mai ga Damatte Inai (NTV 2014)
- Last Dinner (NHK BS Premium, 2013)
- Iki mo dekinai natsu (Fuji TV 2012)
- Hatsukoi (NHK 2012)
- Doctor-Kenji Morohashi (Fuji TV 2012)
- Majutsu wa Sasayaku (Fuji TV 2011)
- Aibou 10 (TV Asahi 2011) odc.19
- Namae o Nakushita Megami (Fuji TV 2011)
- CO Ishoku Coordinator (Wowow 2011)
- Keishicho Keizoku Sosakan (TV Asahi 2010)
- Zettai Naka nai to Kimeta Hi (Fuji TV 2010)
- Onna Keiji Otomichi Takako ~ Kogoeru Kiba (TV Asahi 2010)
- Naka nai to Kimeta Hi (Fuji TV 2010)
- Yako no Kaidan (TV Asahi 2009)
- Ani Kaeru (Wowow 2009)
- Keikan no Chi (TV Asahi 2009)
- Daremo Mamorenai (Fuji TV 2009)
- Uta no Oniisan (TV Asahi 2009)
- Tenchijin (NHK 2009)
- Monster Parent (Fuji TV 2008) odc.1
- Ten to Chi to (TV Asahi 2008)
- Teresa Teng Monogatari (TV Asahi 2007)
- Serendip no Kiseki Miracle of Serendip (NTV 2007)
- PS Rashoumon (TV Asahi 2006)
- Rondo (TBS 2006)
- Sokoku (Wowow 2005)
- Yonimo Kimyona Monogatari Ekkyou (Fuji TV 2005)
- Kaze no Haruka (NHK 2005)
- Koi ni Ochitara (Fuji TV 2005)
- Taika no Kaishin (NHK 2005)
- Aibou 3 (TV Asahi 2004)
- Tenka (NHK 2004)
- Kanojo ga Shinjyatta (NTV 2004)
- Ryuuten no Ouhi - Saigo no Koutei (TV Asahi 2003)
- Et Alors (TBS 2003)
- Nikoniko Nikki (NHK 2003)
- Dr. Koto Shinryojo (Fuji TV 2003) odc.4,5
- Remote (NTV 2002)
- Yonimo Kimyona Monogatari Rensai Shousetsu (Fuji TV 2002)
- Kaidan Hyaku Monogatari (Fuji TV 2002) odc.4
- Golden Bowl (NTV 2002) odc.7
- Wedding Planner (Fuji TV 2002)
- Ai to Seishun no Takaraduka (Fuji TV 2002)
- Yome wa Mitsuboshi (TBS 2001)
- Tokimune Hojo (NHK 2001)
- Love Complex (Fuji TV 2000)
- Koi no Kamisama (TBS 2000)
- Perfect Love (Fuji TV 1999)
- Over Time (Fuji TV 1999)
- Seikimatsu no Uta (NTV 1998)
- Brothers (Fuji TV 1998)
- Beach Boys SP (Fuji TV 1997)
- Tsuki no Kagayaku Yoru Dakara (Fuji TV 1997)
- Risou no Joushi (TBS 1997)
- Kyosokyoku (TBS 1996)
- Shota no Sushi (Fuji TV 1996)
- Ginrou Kaiki File (NTV 1996)

### Filmy
- Papa wa Warumono Champion (2018)
- Iyana Onna (2016)
- Lost and Found (Hoshigaoka Wandarando) (2016)
- Hot Road (2014)
- Aibou Shirizu X DAY (2013)
- Soreike! Anpanman Yomigaere Bananajima (2012) głos
- King Game (2010)
- Kokuhaku (2010)
- Killer Virgin Road (2009)
- Daremo Mamotte Kurenai (2009)
- Sora e - Sukui no Tsubasa (2008)
- Blindness (2008)
- Jirocho Sangokushi (2008)
- Orochi (2008)
- Kung-fu Panda (2007) głos
- Aibou (2007)
- Zenzen Daijobu (2007)
- Sukiyaki Western Django (2007)
- Kantoku Banzai! (2007)
- Dream Cruise (2007)
- Sakuran (2006)
- Sezon na misia (japoński dubbing) (2006)
- The Backdancers! (2006)
- Nezu no Ban (2005)
- Semishigure (2005)
- Jiyuu Renai (2004)
- Ichigo no Kakera (2004)
- Ashura no Gotoku (2003)
- Fune o Oritara Kanojo no Shima (2002)
- Moho Han (2002)
- Hashire! Ichiro (2001)
- Isola: Tajuu Jinkaku Shojo (2000)
- Perfect Love (1999)
- Shitsurakuen (1997)